# Ernst Amadeus Wolff
Ernst Amadeus Wolff (* 1. Oktober 1928 in Seschwitz; † 3. Mai 2008 in Darmstadt), auch  E. A. Wolff, war ein deutscher Rechtswissenschaftler und Rechtsphilosoph.

## Leben und Werk
Nach der Entlassung aus der amerikanischen Kriegsgefangenschaft im September 1945 bestand er im Jahr 1947 in Schwäbisch Hall die Reifeprüfung. Er studierte von 1948 bis 1951 Jura an den Universitäten Erlangen und Tübingen und wurde 1956 nach seinem Assessorexamen durch die Juristische Fakultät der Universität Tübingen mit einer von Wilhelm Gallas betreuten Arbeit zur Tatherrschaft als Merkmal der Täterschaft promoviert. 1957 wurde er wissenschaftlicher Assistent des mittlerweile an die Universität Heidelberg gewechselten Gallas. Unter dessen Betreuung habilitierte Wolff sich 1963 in Heidelberg mit der Schrift das Unrecht und seine Grenzen und erhielt die Venia legendi für die Fächer Strafrecht, Strafprozessrecht und Rechtsphilosophie.
1964 erhielt er einen Ruf an die Ruprecht-Karls-Universität Heidelberg. Von 1972 bis 1993 war er Ordinarius für Strafrecht, Strafprozess und Rechtsphilosophie an der Johann Wolfgang Goethe-Universität in Frankfurt am Main. In seinem Werk beschäftigte Wolff sich vorwiegend mit der Strafrechtsdogmatik und der Rechtsphilosophie. Insbesondere setzte er sich mit Hegel, Kant und Fichte auseinander.
Wolff ist der Vater des Rechtswissenschaftlers Heinrich Amadeus Wolff.

## Werke (Auswahl)
- Tatherrschaft als Merkmal der Täterschaft. o. O. 1956.
- Der Handlungsbegriff in der Lehre vom Verbrechen. Heidelberg 1964.
- Kausalität von Tun und Unterlassen. Heidelberg 1965.
- Das neuere Verständnis von Generalprävention und seine Tauglichkeit für eine Antwort auf Kriminalität. In: Zeitschrift für die gesamte Strafrechtswissenschaft. Band 97, 1985, S. 786–830.